# Andy Turner
Andrew Steven Turner (19 de septiembre de 1980, Nottingham, East Midlands), más conocido como Andy Turner, es un atleta británico especialista en las pruebas de los 110 metros vallas, aunque también ha competido en carreras de velocidad como en los 100 o 200 metros lisos.
En el 2006 consiguió su primera medalla, de bronce, en el Campeonato Europeo de 2006 con un tiempo de 13.52 segundos finalizando por detrás de Staņislavs Olijars y Thomas Blaschek. Más tarde en ese mismo año, consiguió la medalla de bronce en los Juegos de la Mancomunidad de 2006.
En la temporada 2010, Andy se clasificó para la final con el cuarto mejor tiempo en el Campeonato Europeo. Finalmente logró la medalla de oro, con una ventaja de 6 centésimas sobre Garfield Darien.
En el año 2011, cosechó su primera medalla de bronce en un mundial tras la descalificación de Dayron Robles, vencedor, por obstaculizar el paso de Liu Xiang.

## Marcas personales
| Carrera             | Tiempo  | Fecha                 |
| ------------------- | ------- | --------------------- |
| 60 metros           | 6.79 s  | 25 de febrero de 2009 |
| 100 metros          | 10.32s  | 17 de mayo de 2009    |
| 200 metros (indoor) | 21.17 s | 12 de febrero de 2006 |
| 50 metros vallas    | 6.65 s  | 21 de febrero de 2008 |
| 60 metros vallas    | 7.55 s  | 11 de febrero de 2007 |
| 110 metros vallas   | 13.22 s | 30 de junio de 2011   |
| 200 metros vallas   | 22.10 s | 15 de mayo de 2011    |